# 1667 Pels
1667 Pels è un asteroide della fascia principale. Scoperto nel 1930, presenta un'orbita caratterizzata da un semiasse maggiore pari a 2,1897621 UA e da un'eccentricità di 0,1556336, inclinata di 4,61660° rispetto all'eclittica.
L'asteroide è dedicato all'astronomo olandese Gerrit Pels (1893-1966), assistente presso l'Osservatorio di Leida.